# اختبار المستحلب
اختبار المستحلب emulsion test هو طريقة لتحديد وجود الليبيد (الشحوم) في الأطعمة باستخدام الكيمياء الرطبة. الإجراء هو تعليق العينة في الإيثانول، مما يسمح للشحوم الموجودة بالذوبان (الشحوم قابلة للذوبان في الكحول).  يتم بعد ذلك صب السائل (الكحول مع الشحوم المذابة) في الماء. نظرًا لأن الشحوم لا تذوب في الماء بينما يتحلل الإيثانول ، فعند تخفيف الإيثانول ، يسقط من المحلول ليعطي مستحلبًا أبيض غائمًا.